# Noche. Sueño. Muerte. Las estrellas
Noche. Sueño. Muerte. Las estrellas, en su título original en inglés Night. Sleep. Death. The Stars.,  es una novela de 2020 de la escritora estadounidense Joyce Carol Oates, sobre un hombre que fue asesinado por la policía y las consecuencias de su muerte para su familia. Su título proviene de un poema de Walt Whitman.

## Argumento
John Earle McClaren, apodado "Whitey", es un hombre muy respetado de 67 años que se desempeñó como alcalde de Hammond, Nueva York, y es padre de cinco hijos. Whitey, que es blanco, interviene en un control policial a un hombre indio americano. La policía le dispara con una pistola taser, sufre un derrame cerebral y muere. El resto de la novela trata sobre las consecuencias de la muerte de Whitey para la familia McClaren (la viuda de Whitey, Jessalyn, y sus hijos, Beverly, Lorene, Thom, Virgil y Sophia), incluida la relación de Jessalyn con un artista cubano y la presentación de cargos por parte de Thom contra los agentes responsables de la muerte de Whitey.

## Recepción
La novela recibió críticas en su mayoría positivas. En The New York Times, para el autor Bret Anthony Johnston la novela demuestra el compromiso Oates con la cuestión racial, comparándola favorablemente con su obra de 2015 The Sacrifice, aunque señaló que su "extensión considerable" puede disuadir a los lectores. Hephzibah Anderson en The Guardian la calificó como "una instantánea incómoda de los Estados Unidos de hoy en día" y señaló su resonancia con el asesinato de George Floyd. Kirkus Reviews lo describió como "un estudio inquietante y reflexivo sobre cómo responden las personas al estrés y la pérdida".